# Micracanthorhynchina dakusuiensis
Micracanthorhynchina dakusuiensis är en hakmaskart som först beskrevs av Hiroshi Harada 1938.  Micracanthorhynchina dakusuiensis ingår i släktet Micracanthorhynchina och familjen Rhadinorhynchidae. Inga underarter finns listade i Catalogue of Life.